# The Trap Door (videogioco)
The Trap Door è un videogioco pubblicato nel 1986 per Commodore 64, ZX Spectrum e Amstrad CPC, basato sulla serie animata britannica The Trap Door. Il giocatore controlla Berk, una grossa creatura blu protagonista della serie, che chiuso nei sotterranei di un castello fa da servitore a un padrone di cui si sente solo la voce rimbombante.
Nel 1987 uscì il seguito Through the Trap Door.

## Modalità di gioco
Scopo del gioco è eseguire tutti gli ordini che vengono dati dal padrone tramite brevi messaggi di testo; completatone uno, appare il successivo. Gli ordini in questo caso riguardano il pasto del padrone e i sotterranei fungono da cucina.
Ogni ordine è un rompicapo da risolvere, oltre che un gioco d'azione, combinando vari oggetti.
Berk si muove in un ambiente di poche stanze, ciascuna a schermata fissa, con visuale laterale e con l'effetto della profondità. Il lugubre luogo contiene vari strumenti utilizzabili in cucina, che possono essere raccolti uno alla volta e rovesciati, mentre oggetti più grandi come il calderone possono essere spinti.
Ma soprattutto c'è la botola (trap door in inglese) che conduce alla cantina-caverna, che può essere aperta da Berk per farne uscire le più svariate creature, alcune delle quali faranno parte del menù. La botola è anche un modo per sbarazzarsi di qualcosa o qualcuno gettandolo dentro, incluso Berk stesso o oggetti fondamentali senza i quali è impossibile continuare. Per mandare le pietanze al padrone si usa invece un montacarichi.
In cucina sono presenti anche i due amici di Berk, il mostricciattolo Drutt che vaga per le stanze facendo da disturbatore, ad esempio mangiando i vermicelli destinati al padrone, e il teschio parlante Boni che può essere usato come oggetto e dare consigli.
Un indicatore dell'impazienza del padrone sale col tempo, e se raggiunge la saturazione il padrone si arrabbia e cambia completamente il suo ordine. Per completare il gioco bisogna soddisfare cinque ordini, più alla fine riuscire ad aprire una cassaforte che contiene il meritato stipendio. 